# Puerto Barrios
Puerto Barrios er en by i den østlige del af Guatemala, med et indbyggertal (pr. 2003) på cirka 41.000. Byen ligger på landets kyst til det Caribiske hav, og er opkaldt efter den tidligere præsident Justo Rufino Barrios.
15°43′N 88°35′V / 15.717°N 88.583°V